# Coke County
Coke County är ett administrativt område i delstaten Texas, USA, med 3 320 invånare (2010). Den administrativa huvudorten (county seat) är Robert Lee. 

## Geografi
Enligt United States Census Bureau har countyt en total area på 2 404 km². 2 328 km² av den arean är land och 75 km² är vatten. 

### Angränsande countyn
- Nolan County - norr
- Runnels County - öster
- Tom Green County - söder
- Sterling County - väster
- Mitchell County - nordväst